# Nick Hewer
Nicholas "Nick" Hewer (né le 17 février 1944) est un animateur de télévision britannique.
Depuis janvier 2012, il présente sur la chaine 4 (channel 4) le programme Compte à Rebours (Countdown) avec Rachel Riley et  Susie Dent, en remplacement de Jeff Stelling.
Il est le cinquième présentateur du jeu, depuis la mort du premier animateur, Richard Whiteley en 2005.